# Перевал Ферсмана

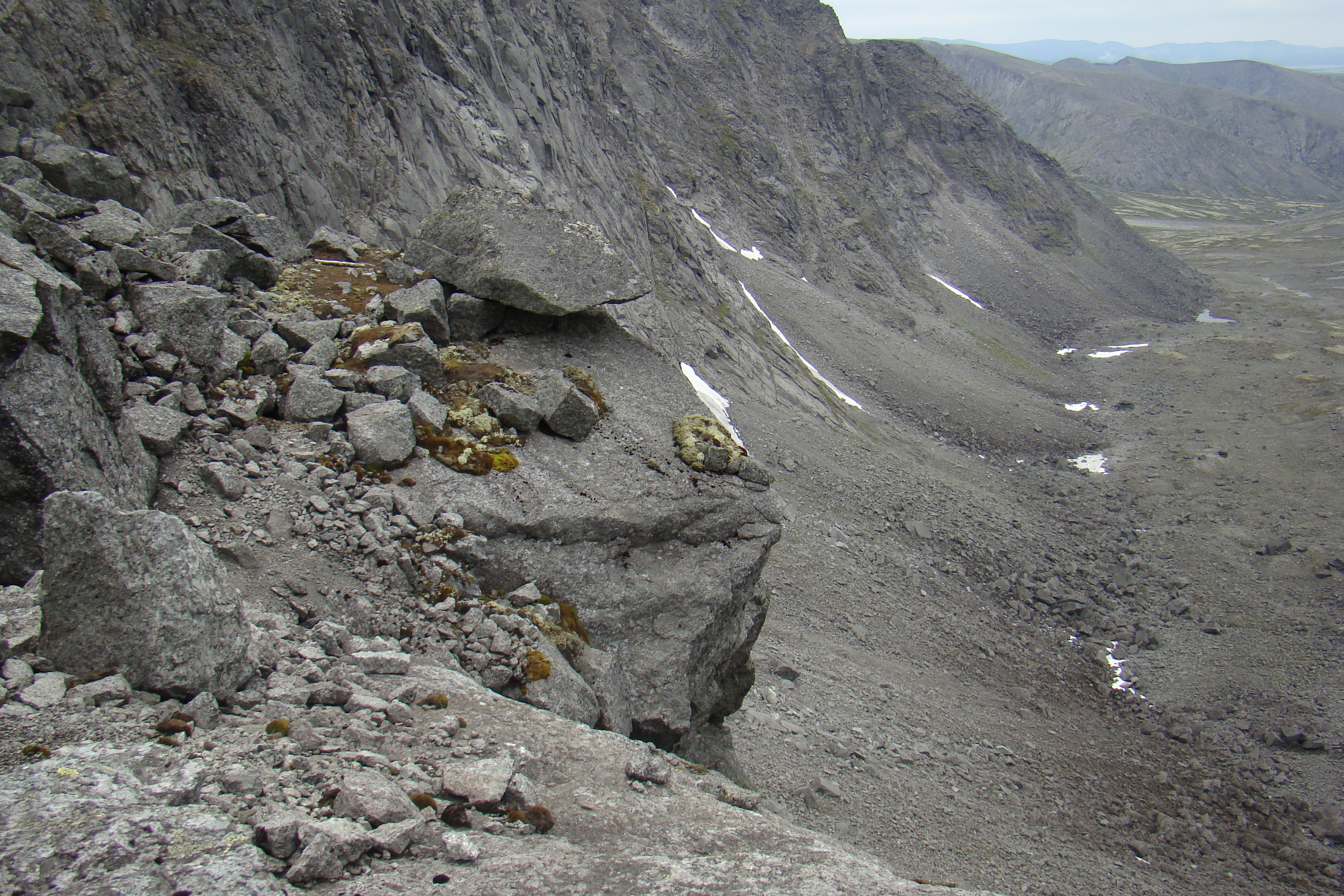
Вид со скальной стенки с севера

Перевал Ферсмана — перевал в Мурманской области, высота — 974 м над уровнем моря. Располагается в западной части Хибин между вершиной Ферсмана и плато Юдычвумчорр, соединяет долины Меридионального ручья и Малой Белой реки.
Назван в честь советского геохимика и исследователя Хибин — Александра Евгеньевича Ферсмана.